# Wohlenberg (Altmärkische Höhe)
Wohlenberg ist ein Ortsteil der Gemeinde Altmärkische Höhe im Landkreis Stendal in Sachsen-Anhalt.

## Geographie
Wohlenberg, ein Straßendorf mit Kirche, liegt zwischen den altmärkischen Städten Osterburg und Arendsee, die zwischen 9 und 10 Kilometer entfernt sind, an zwei kleinen Gräben, die östlich des Dorfes in den Zehrengraben fließen.

## Geschichte

### Mittelalter bis Neuzeit
Adolph Friedrich Riedel führt im Jahre 1831 in einer Festschrift 1243 als das Jahr der ersten Erwähnung von Wohlenberg als Woldenberg an. Der Zeuge Friedrich von Woldenberg wurde 1243 einer Urkunde in Pommern genannt.
Das Dorf wird in der Abschrift eines Lehnsbriefes von 1363 aus dem 16. Jahrhundert als Woldenberge bezeichnet. Im Landbuch der Mark Brandenburg von 1375 wird das Dorf als Woldeberghe und Woldenberghe aufgeführt. Es umfasste 14 Hufen, davon waren 6 Hufen wüst, also unbewohnt. Der Chronist Christoph Entzelt nennt das Dorf im Jahre 1579 Woldenberge, Wollenberge und schreibt auf Lateinisch dazu quasi mons waldemari. Weitere Nennungen sind 1608 Woldenbergk, 1687 Woldenberge und schließlich 1804 Wohlenberg.
Bei der Bodenreform wurden 1945 erfasst: 17 Besitzungen unter 100 Hektar hatten zusammen 264 Hektar landwirtschaftliche Nutzfläche, zwei Kirchenbesitzungen hatten zusammen 21 Hektar, eine Gemeindebesitzung hatte 0,2 Hektar. Im Jahre 1948 wurde berichtet: Aus der Bodenreform erhielten 6 Vollsiedler jeder über 5 Hektar und 11 Kleinsiedler jeder unter 5 Hektar. Wann die erste Landwirtschaftliche Produktionsgenossenschaft im Dorf entstand, konnte bisher nicht ermittelt werden. 1960 existierte die LPG Typ I „Schwarzbuntzucht“ bereits, die 1974 an LPG „Altmark“ Bretsch angeschlossen wurde. 1986 hatte die LPG „Altmark“ Bretsch, Sitz Lückstedt eine Brigade Wohlenberg.

### Eingemeindungen
Bis 1807 gehörte das Dorf zum Arendseeischen Kreis der Mark Brandenburg in der Altmark. Zwischen 1807 und 1813 lag es im Kanton Bretsch auf dem Territorium des napoleonischen Königreichs Westphalen. Ab 1816 gehörte die Gemeinde zum Kreis Osterburg, dem späteren Landkreis Osterburg.
Am 25. Juli 1952 wurde die Gemeinde Wohlenberg in den Kreis Osterburg umgegliedert. Am 1. April 1974 wurde sie aufgelöst und in die Gemeinde Lückstedt eingemeindet.
Mit dem Zusammenschluss von Lückstedt und anderen Gemeinden am 1. Januar 2010 zur neuen Gemeinde Altmärkische Höhe kam der Ortsteil Wohlenberg zur heutigen Gemeinde.

### Einwohnerentwicklung
| Jahr | Einwohner |
| ---- | --------- |
| 1734 | 067       |
| 1774 | 062       |
| 1789 | 082       |
| 1798 | 076       |
| 1801 | 060       |
| 1818 | 090       |
| 1840 | 128       |
| 1864 | 142       |

| Jahr | Einwohner |
| ---- | --------- |
| 1871 | 128       |
| 1885 | 140       |
| 1892 | [00]130   |
| 1895 | 136       |
| 1900 | [00]119   |
| 1905 | 128       |
| 1910 | [00]150   |
| 1925 | 142       |

| Jahr | Einwohner |
| ---- | --------- |
| 1939 | 137       |
| 1946 | 234       |
| 1964 | 193       |
| 1971 | 164       |
| 2014 | [00]98    |
| 2020 | [00]82    |
| 2021 | [00]77    |
| 2022 | [0]79     |

| Jahr | Einwohner |
| ---- | --------- |
| 2023 | [0]80     |

Quelle, wenn nicht angegeben, bis 1971:

## Religion
Die evangelische Kirchengemeinde Wohlenberg, die früher zur Pfarrei Gladigau gehörte, wird heute betreut vom Pfarrbereich Kossebau im Kirchenkreis Stendal im Bischofssprengel Magdeburg der Evangelischen Kirche in Mitteldeutschland.
Die ältesten überlieferten Kirchenbücher für Wohlenberg stammen aus dem Jahre 1730.
Die katholischen Christen gehören zur Pfarrei St. Anna in Stendal im Dekanat Stendal im Bistum Magdeburg.

## Kultur und Sehenswürdigkeiten
- Die evangelische Dorfkirche Wohlenberg ist ein schlichter kleiner und im Ursprung spätromanischer Feldsteinbau mit einem Fachwerkdachreiter über dem Westgiebel aus der zweiten Hälfte des 12. Jahrhunderts und einem Kanzelaltar von 1730.[20]
- Der Ortsfriedhof liegt am nördlichen Ortsausgang.
- An der Kirche in Wohlenberg steht ein Denkmal für die Kriegstoten des Ersten Weltkrieges.[21]→ Hauptartikel: Liste der Kulturdenkmale in Altmärkische Höhe